# Curtisella waterstoni
Curtisella waterstoni är en stekelart som först beskrevs av Per Abraham Roman 1924.  Curtisella waterstoni ingår i släktet Curtisella och familjen bracksteklar. Inga underarter finns listade i Catalogue of Life.